# Symphonie no 4 de Schnittke
Pour les articles homonymes, voir Symphonie no 4.
La Symphonie no 4 est une symphonie pour orchestre et chœur du compositeur russe Alfred Schnittke. Composée en 1983, elle fut créée le 12 avril 1984 à Moscou. Le discours musical d'inspiration religieuse suit les canons de la Passion du Christ.

## Structure
L'œuvre est constitué d'un seul mouvement de vingt deux variations.

## Instrumentalisation
La symphonie est écrite pour orchestre, piano, chœur, et deux voix (ténor et contreténor).